# Eduardo Bonomi
Eduardo Bonomi (ur. 14 października 1948 w Rocha, zm. 20 lutego 2022 w Parque del Plata) – urugwajski polityk Ruchu Partycypacji Ludowej – Szeroki Front. Pełnił funkcję ministra pracy i opieki społecznej w latach 2005–2009 oraz ministra spraw wewnętrznych w latach 2010–2020. Od 15 lutego 2020 pełnił funkcję senatora.

## Życiorys
W marcu 2005 roku, po objęciu urzędu przez prezydenta Tabaré Vázqueza, został mianowany ministrem pracy i opieki społecznej. W 2009 roku zrezygnował ze stanowiska, by pracować jako kierownik kampanii José Mujica w wyborach powszechnych w tym roku. Pełnił funkcję ministra spraw wewnętrznych w administracji w rządach José Mujica (2010–2015) i Tabaré Vázqueza (2015–2020).
W wyborach powszechnych w 2019 roku został wybrany senatorem parlamentu Urugwaju, stanowisko objął 15 lutego 2020 roku.
Bonomi zmarł z powodu zatrzymania krążenia 20 lutego 2022 roku w wieku 73 lat.